# Голендри (гміна Пешхниця)
Голендри (пол. Holendry) — село в Польщі, у гміні Пежхниця Келецького повіту Свентокшиського воєводства.
Населення — 53 особи (2011).
У 1975-1998 роках село належало до Келецького воєводства.

## Демографія
Демографічна структура на день 31 березня 2011 року:
|          | Загалом | Допрацездатний вік | Працездатний вік | Постпрацездатний вік |
| -------- | ------- | ------------------ | ---------------- | -------------------- |
| Чоловіки | 25      | 1                  | 18               | 6                    |
| Жінки    | 28      | 10                 | 10               | 8                    |
| Разом    | 53      | 11                 | 28               | 14                   |